# 盧森堡郵政
盧森堡郵政（POST Luxembourg）是盧森堡的一家郵政和電訊公司，由政府所有。該公司的前身是盧森堡郵政電信電話，成立於1842年。